# Valon Berisha
Valon Berisha (* 7. Februar 1993 in Malmö, Schweden) ist ein kosovarisch-norwegischer Fußballspieler. Er steht beim österreichischen Bundesligisten LASK unter Vertrag. Der Mittelfeldspieler besitzt neben der norwegischen auch die kosovarische Staatsbürgerschaft und nachdem er auf A-Nationalmannschaftsebene zunächst für Norwegen auflief, spielt er seit 2016 für die kosovarische Nationalmannschaft.

## Karriere

### Verein
Valon Berisha wurde als Sohn kosovo-albanischer Eltern, die Anfang der 1990er aus dem Kosovo nach Schweden gezogen waren, in Malmö geboren. In frühen Kindheitsjahren zogen seine Eltern nach Egersund in Norwegen, einem Vorort von Stavanger. Zur Jahrtausendwende begann er mit dem Fußballspielen beim ortsansässigen Verein Egersunds IK.
Am 20. Juni 2008 debütierte Valon Berisha als 16-Jähriger bei Egersunds IK. Im März 2009 unterschrieb er beim norwegischen Erstligisten Viking Stavanger seinen ersten Profivertrag und debütierte im selben Monat in der Tippeligaen gegen Brann Bergen. Sein erstes Tor erzielte er am 31. Oktober 2009 beim 1:1 gegen Lillestrøm SK.
Ende Juli 2012 wechselte er zum FC Red Bull Salzburg nach Österreich, bei dem er einen Vertrag bis 2016 mit Option auf ein weiteres Jahr unterschrieb. Innerhalb kurzer Zeit etablierte er sich in der Kampfmannschaft, erzielte in seinen ersten sechs Spielen vier Tore und bereitete drei vor.
2013 verletzte er sich am Knie und konnte erst wieder mit Beginn der Frühjahrssaison 2014/15 eingesetzt werden. Zur Saison 2018/19 wechselte er nach Italien zu Lazio Rom, wo er einen bis Juni 2023 laufenden Vertrag erhielt. Für Salzburg bestritt er bis zu seinem Wechsel zu Lazio 233 Pflichtspiele, in denen er 45 Tore erzielte und 65 Assists leistete.
In Italien konnte sich der Mittelfeldspieler keinen Stammplatz erarbeiten und kam in eineinhalb Jahren durch mehrere Verletzungen auf lediglich 22 Pflichtspiele ohne Torerfolg oder -vorbereitungen. Er gewann mit dem Verein den italienischen Landes- sowie den Supercup.
Bis zum Ende der Saison 2019/20 verliehen die Römer Berisha Ende Januar 2020 an den deutschen Bundesligisten Fortuna Düsseldorf. Er bestritt 13 von 15 möglichen Spielen für Fortuna. Von der Möglichkeit, ihn im Anschluss an das Leihgeschäft per Option fest zu verpflichten, machte Fortuna keinen Gebrauch.
Mitte Juli 2020 wechselte er von Rom zum französischen Erstligisten Stade Reims und unterschrieb dort einen Vertrag mit einer Laufzeit von vier Jahren. Am 7. September 2022 wechselte er auf Leihbasis zum australischen Erstligisten Melbourne City FC. Für die Australier kam er zu 24 Einsätzen in der A League. Zur Saison 2023/24 kehrte er zunächst nach Reims zurück, ehe er seinen Vertrag dort im September 2023 auflöste.
Nach mehreren Monaten ohne Verein kehrte er dann im Januar 2024 nach Österreich zurück und wechselte zum LASK, bei dem er einen bis 2026 laufenden Vertrag erhielt.

### Nationalmannschaft
Valon Berisha absolvierte insgesamt 56 Spiele für norwegische Nachwuchsteams und erzielte dabei sechs Tore. Beim King’s Cup 2012 in Thailand gab er sein Debüt für die norwegische A-Nationalmannschaft. Er bestritt alle drei Spiele bei diesem Turnier gegen Dänemark, Thailand und Südkoreas U23.
Mit der norwegischen U21-Nationalmannschaft erreichte er das Halbfinale der EM 2013 in Israel. Dort schied man nach einem 0:3 gegen Spanien aus.
Im August 2016 entschied sich Berisha, künftig für den Kosovo aufzulaufen. Im ersten Pflichtspiel der Nationalmannschaft, dem Qualifikationsspiel für die WM 2018 gegen Finnland, erzielte er durch einen Elfmeter den Ausgleich zum 1:1-Endstand. Dies war das erste Tor der kosovarischen Nationalmannschaft bei einem offiziellen Länderspiel.

## Trivia
Sein Bruder Veton ist ebenfalls Fußballspieler. Im Gegensatz zu Valon ist er für die norwegische Nationalmannschaft aktiv.

## Erfolge
FC Red Bull Salzburg
- Österreichischer Meister: 2014, 2015, 2016, 2017, 2018
- Österreichischer Cupsieger: 2014, 2015, 2016, 2017

Lazio Rom
- Italienischer Pokalsieger: 2019
- Italienischer Supercupsieger: 2019
- Auszeichnungen
  - Statoil Talent Prize: 2011
  - Don Balón "The IBWM 100": 2012